# Gillstads socken
Gillstads socken i Västergötland ingick i Kållands härad, uppgick 1969 i Lidköpings stad och området ingår sedan 1971 i Lidköpings kommun och motsvarar från 2016 Gillstads distrikt.
Socknens areal var 15,14 kvadratkilometer varav 15,12 land. År 2000 fanns här 382 invånare. Kyrkbyn Gillstad med sockenkyrkan Gillstads kyrka ligger i socknen.

## Administrativ historik
Socknen har medeltida ursprung. 
Vid kommunreformen 1862 övergick socknens ansvar för de kyrkliga frågorna till Gillstads församling och för de borgerliga frågorna bildades Gillstads landskommun. Landskommunen uppgick 1952 i Örslösa landskommun som 1969 uppgick i Lidköpings stad som 1971 ombildades till Lidköpings kommun. Församlingen uppgick 2006 i Örslösa församling.
1 januari 2016 inrättades distriktet Gillstad, med samma omfattning som församlingen hade 1999/2000.  
Socknen har tillhört län, fögderier, tingslag och domsagor enligt vad som beskrivs i artikeln Kållands härad. De indelta soldaterna tillhörde Västgöta-Dals regemente, Kållands kompani.

## Geografi
Gillstads socken ligger sydväst om Lidköping. Socknen består av odlad slätt med inslag av skog och med rullstensåsar löpande från norr till söder.

## Fornlämningar
Lösfynd från stenåldern har påträffats. Från järnåldern finns stensättningar och en domarring.

## Namnet
Namnet skrevs 1413 Gelastadha och kommer från kyrkbyn. Efterleden är sta(d), 'plats'. Förleden kan innehålla mansnamnet Gele.